# Eucleaspis echinata
Eucleaspis echinata är en insektsart som beskrevs av Abraham Munting 1968. Eucleaspis echinata ingår i släktet Eucleaspis och familjen pansarsköldlöss. Inga underarter finns listade i Catalogue of Life.